# Saddle Hill
Saddle Hill är en kulle i Antarktis. Den ligger i Östantarktis. Nya Zeeland gör anspråk på området. Toppen på Saddle Hill är 1 797 meter över havet.
Terrängen runt Saddle Hill är kuperad norrut, men söderut är den platt. Terrängen runt Saddle Hill sluttar västerut. Trakten är obefolkad. Det finns inga samhällen i närheten.